# 非常6+1
《非常6+1》是中国中央电视台的一档真人秀节目，于2003年10月28日开播。最初由李咏主持，2013年因李咏离开央视，主持人由高博替任，截至2024年4月27日，由管彤、侯雪雍和张柏谦主持。該節目會讓三位选手登台表演，现场观众根据选手的表演投票选出最佳表演者，得票最多的选手获得“非常明星”荣誉。每期节目时长90分钟，最初在中国中央电视台经济频道播出，2009年因经济频道改版并更名为财经频道，改在中国中央电视台综艺频道播出。首播时间为每周六21:00。
《非常6+1》为庆祝自己的“生日”，特别播出了三届《梦想中国》大型选秀特别节目，2007年，《梦想中国》节目将停办一届，把更多精力用于做《非常6+1》节目。
2014年，《非常6+1》正式改版，并推出系列特别节目《非常星发布》。每期将有两位明星嘉宾在现场发布新作。
2017年2月4日，《非常6+1》推出特别节目《小不点大能耐》，由管彤主持。2021年耿晨晨加入主持阵容。
2022年9月12日，《非常6+1》推出少年成长励志节目《战啊少年》，9月29日更名为《多彩少年》，播出时间由每周一21:00调整至每周四19:30。节目最初由杨帆与张舒越主持，后期管彤与耿晨晨回归主持阵容。2024年3月23日，节目停播近三个月后恢复播出，保留《多彩少年》节目形式，节目名称恢复为《小不点大能耐》，播出时间调整至每周六21:00。此外《中央广播电视总台2023主持人大赛》的人气选手侯雪雍和张柏谦加入主持阵容。
2024年6月7日，頻道改版之際，節目推出特別節目《萌娃問天下》，由侯雪雍和東方衛視主持人百克力主持。

## 参看
- 李咏
- 哈文
- 梦想中国
- 2012年中国中央电视台春节联欢晚会
- 2013年中国中央电视台春节联欢晚会
- 2014年中国中央电视台春节联欢晚会
- 2015年中国中央电视台春节联欢晚会
- 2016年中国中央电视台春节联欢晚会
- 2025年中央广播电视总台春节联欢晚会